# Donjon : Clefs en main
Pour les articles homonymes, voir DCM et DDM.
Donjon : Clefs en main (DCM) et Donjon : Dynastie et magiciens (DDM) sont des jeux de rôle sur table de fantasy humoristique conçus par Arnaud Moragues et publiés par Delcourt, sortis respectivement en 2001 et 2024. Les jeux se déroulent sur Terra Amata, le monde de la bande dessinée Donjon, initiée par Lewis Trondheim et Joann Sfar et à laquelle collaborent de nombreux dessinateurs, elle-même en partie une parodie du jeu de rôle Donjons et Dragons.

## Historique
Clefs en main parait en 2001. À cette date, la série de bandes dessinées ne comporte que douze tomes. Le jeu est réédité, sans aucune extension, en novembre 2016. 
Un successeur intitulé Dynastie et magiciens parait en 2024. La série de bandes dessinées comporte alors plus de cinquante tomes.

## Univers
La bande dessinée Donjon est structurée en trois époques chronologiquement successives : Potron-Minet, Zénith et Crépuscule. Dans le jeu, on peut jouer à chacune de ces époques. Potron Minet correspond à l'époque de la création du donjon (le jeu de rôle se développe surtout dans la capitale de Terra Amata, Antipolis, où le futur fondateur du Donjon vient chercher une nouvelle vie), Zénith correspond à l'apogée du donjon (les joueurs y travailleront sûrement) et enfin, Crépuscule retrace la fin du Donjon, une époque trouble où il faut être fort ou débrouillard pour rester en vie.

## Principes
Ce jeu de rôle a des règles relativement simples qui conviennent bien au rôliste débutant. Dans Clefs en main, il n'y a par exemple pas de magie, même si de nombreux joueurs inventent leurs propres règles de magie. Les jeux sont surtout basé sur la façon d'incarner son personnage et la bonne humeur qui règne dans ses parties.